# Uruguay Montevideo Football Club
L'Uruguay Montevideo Football Club, meglio noto semplicemente come Uruguay Montevideo, è una società calcistica di Montevideo, in Uruguay.
Fu fondato il 5 gennaio 1921 nel quartiere Pueblo Victoria della capitale uruguaiana. Il nome fu scelto in riferimento a due cacciatorpediniere dell'Armada Nacional (la marina militare uruguaiana), l'"Uruguay" e il "Montevideo", che venivano ormeggiate nella baia della capitale uruguaiana, proprio lungo la darsena di Pueblo Victoria.

## Palmarès

### Competizioni nazionali
- Segunda División Amateur de Uruguay: 2

1993, 2002
- Divisional Intermedia de Fútbol de Uruguay: 4

1950, 1955, 1957, 1965
- Divisional Extra de Fútbol de Uruguay: 3

1936
- Primera División Amateur de Uruguay: 1

2020

### Altri piazzamenti
- Primera División Amateur de Uruguay:

Secondo posto: 2019
- Segunda División Profesional de Uruguay:

Secondo posto: 2024